# شهرستان نانجیانگ
شهرستان نانجیانگ (به لاتین: Nanjiang County) یک منطقهٔ مسکونی در چین است که در باژانگ واقع شده‌است.